# Paraboea thirionii
Paraboea thirionii là một loài thực vật có hoa trong họ Tai voi. Loài này được (H. Lév.) B.L. Burtt mô tả khoa học đầu tiên năm 1980.